# 伊勢神村
伊勢神村（いせがみむら）は、かつて愛知県東加茂郡にあった村。
現在の豊田市の一部（平沢町・連谷町・大多賀町・明川町）に該当する。

## 歴史
- 1889年（明治22年）10月1日 - 平沢村、連谷村、大多賀村、明川村が合併し、伊勢神村が発足。
- 1906年（明治39年）5月1日 - 賀茂村、金沢村[1]と合併し、賀茂村発足。同日伊勢神村は廃止。